# Maggese (album)
Maggese è il secondo album in studio del cantante italiano Cesare Cremonini, pubblicato il 10 giugno 2005 dalla Warner Music Italy.

## Descrizione
L'immagine sulla copertina dell'album, trovata per caso da Cesare in una libreria su un libro d'arte, è stata creata dal pittore statunitense Todd Schorr nel 1998 e si intitola Variations in Kitsch. L'immagine raffigura un ragazzo dalla barba incolta che suona il bongo, fuma una sigaretta e ha una lacrima che gli scende da un occhio, circondato da diverse bambole e giocattoli.
L'album, da cui sono stati estratti i singoli Marmellata #25, Maggese, Le tue parole fanno male e Ancora un po', contiene il brano strumentale diviso in tre parti Linda & Moreno e il semi-strumentale Carillon, che riporta le voci lasciate nella segreteria di Cesare rispettivamente dal produttore Walter Mameli, dai suoi genitori e dall'amico e collega Nicola "Ballo" Balestri. Nel disco è inoltre presente una nuova versione di Gongi-Boy, brano già pubblicato nella versione speciale di Bagus nel 2003, intitolata Gongi-Boy 2.
Per tutta l'estate del 2006 Cremonini si esibisce con il Maggese Summer Tour, comprendente 30 date in tutta Italia.
L'album è presente nella classifica dei 100 dischi italiani più belli di sempre secondo Rolling Stone Italia alla posizione numero 78.

## Tracce
Testi e musiche di Cesare Cremonini.
1. Maggese – 4:54
2. Le tue parole fanno male – 3:49
3. Ancora un po' – 4:46
4. Marmellata #25 – 4:41
5. Sardegna – 3:12
6. Stavo pensando che Dio... – 4:07
7. Quando non sai – 5:33
8. Gongi-Boy #2 – 3:48
9. Amami (Quando è il momento) – 5:29
10. Momento silenzioso – 5:14
11. Carillon – 3:12
12. Linda & Moreno Parte I – 3:11
13. Linda & Moreno Parte II – 5:11
14. Linda & Moreno Parte III – 1:28

## Formazione
- Cesare Cremonini – voce, pianoforte, tastiera, sintetizzatore e chitarra acustica
- Nicola "Ballo" Balestri – basso, banjo e mandolino
- Andrea Morelli – chitarra elettrica ed acustica, cori
- Andrea Monti – batteria e percussioni, cori
- Michele "Mecco" Guidi – tastiera, organo Hammond, Fender Rhodes
- Walter Mameli – tastiera, sintetizzatore, programmazione
- London Telefilmonic Orchestra – archi
- Daryl Griffith – direzione orchestrale

## Classifiche
| Classifica (2005) | Posizione massima |
| ----------------- | ----------------- |
| Italia            | 7                 |